# Temporada 1993-1994 del FC Barcelona (femení)
La temporada 1993-94 és la 6a en la història del Club Femení Barcelona.
Les jugadores queden terceres classificades a la Lliga Nacional, però l'èxit de la temporada arribaria a la Copa de la Reina on guanyarien el primer títol espanyol.

## Jugadores i cos tècnic

### Plantilla 1993-94
La plantilla i el cos tècnic del primer equip per a l'actual temporada (manca informació) són els següents:
| N. | Pos. | Nac. | Jugador            |
| -- | ---- | --- | ------------------ |
| —  | POR  | [[Fitxer:Flag of Catalonia.svg\|23x15px\|border \|alt=Catalunya\|link=Selecció de futbol de Catalunya\|{{#if:\|]] | Roser Serra        |
| —  |      | [[Fitxer:Flag placeholder.svg\|23x15px\| \|alt=\|link=Selecció de futbol\|{{#if:\|]]                              | Ana García "Ani"   |
| —  |      | [[Fitxer:Flag placeholder.svg\|23x15px\| \|alt=\|link=Selecció de futbol\|{{#if:\|]]                              | Maria Àngels Grau  |
| —  |      | [[Fitxer:Flag placeholder.svg\|23x15px\| \|alt=\|link=Selecció de futbol\|{{#if:\|]]                              | Esther Inglés      |
| —  | DEF  | [[Fitxer:Flag of Catalonia.svg\|23x15px\|border \|alt=Catalunya\|link=Selecció de futbol de Catalunya\|{{#if:\|]] | Kety Pulido        |
| —  |      | [[Fitxer:Flag placeholder.svg\|23x15px\| \|alt=\|link=Selecció de futbol\|{{#if:\|]]                              | Anna Solernou      |
| —  |      | [[Fitxer:Flag placeholder.svg\|23x15px\| \|alt=\|link=Selecció de futbol\|{{#if:\|]]                              | Marina Millán      |
| —  |      | [[Fitxer:Flag placeholder.svg\|23x15px\| \|alt=\|link=Selecció de futbol\|{{#if:\|]]                              | Ariadna Vinyoles   |
| —  |      | [[Fitxer:Flag placeholder.svg\|23x15px\| \|alt=\|link=Selecció de futbol\|{{#if:\|]]                              | Maria Carmen Arias |
| —  |      | [[Fitxer:Flag placeholder.svg\|23x15px\| \|alt=\|link=Selecció de futbol\|{{#if:\|]]                              | Carolina Juliench  |

| N. | Pos. | Nac. | Jugador                   |
| -- | ---- | --- | ------------------------- |
| —  |      | [[Fitxer:Flag placeholder.svg\|23x15px\| \|alt=\|link=Selecció de futbol\|{{#if:\|]]                              | Maite Datzira             |
| —  |      | [[Fitxer:Flag placeholder.svg\|23x15px\| \|alt=\|link=Selecció de futbol\|{{#if:\|]]                              | Maria Isabel Martín "Isu" |
| —  |      | [[Fitxer:Flag placeholder.svg\|23x15px\| \|alt=\|link=Selecció de futbol\|{{#if:\|]]                              | Àfrica Ocaña              |
| —  |      | [[Fitxer:Flag placeholder.svg\|23x15px\| \|alt=\|link=Selecció de futbol\|{{#if:\|]]                              | Sílvia Gelabert           |
| —  |      | [[Fitxer:Flag placeholder.svg\|23x15px\| \|alt=\|link=Selecció de futbol\|{{#if:\|]]                              | Olga Moreno               |
| —  |      | [[Fitxer:Flag placeholder.svg\|23x15px\| \|alt=\|link=Selecció de futbol\|{{#if:\|]]                              | Olga Huertas              |
| —  | DEF  | [[Fitxer:Flag of Catalonia.svg\|23x15px\|border \|alt=Catalunya\|link=Selecció de futbol de Catalunya\|{{#if:\|]] | Judith Corominas          |
| —  |      | [[Fitxer:Flag placeholder.svg\|23x15px\| \|alt=\|link=Selecció de futbol\|{{#if:\|]]                              | Silvia Díaz               |
| —  |      | [[Fitxer:Flag placeholder.svg\|23x15px\| \|alt=\|link=Selecció de futbol\|{{#if:\|]]                              | Laura Tarín               |
| —  |      | [[Fitxer:Flag placeholder.svg\|23x15px\| \|alt=\|link=Selecció de futbol\|{{#if:\|]]                              | Montserrat Sánchez        |

### Cos tècnic 1993-94
- Entrenador:  Luis de la Pena

## Partits
Victòria       Empat       Derrota

### Lliga
| 19 de setembre de 1993 | Club Femení Barcelona | 6-1   | Club de Futbol Femení Athenas | Barcelona, Catalunya                        |  |
| Jornada 1              |                       | [ 2 ] |                               | Zona Esportiva del FC Barcelona Catalunya · |  |

| 26 de setembre de 1993 | Añorga Kirol eta Kultur Elkartea | 2-1   | Club Femení Barcelona | Sant Sebastià, Euskadi |  |
| Jornada 2              |                                  | [ 2 ] |                       |                        |  |

| 3 d'octubre de 1993 | Club Femení Barcelona | 3-1   | Club de Fútbol Femenino Tradehi | Barcelona, Catalunya                        |  |
| Jornada 3           |                       | [ 2 ] |                                 | Zona Esportiva del FC Barcelona Catalunya · |  |

| 17 d'octubre de 1993 | Centre d'Esports Sabadell Futbol Club (femení) | 0-4   | Club Femení Barcelona | Sabadell, Catalunya |  |
| Jornada 4            |                                                | [ 2 ] |                       |                     |  |

| 24 d'octubre de 1993 | Club Femení Barcelona | 0-0   | Reial Club Deportiu Espanyol de Barcelona | Barcelona, Catalunya                        |  |
| Jornada 5            |                       | [ 2 ] |                                           | Zona Esportiva del FC Barcelona Catalunya · |  |

| 7 de novembre de 1993 | Olímpico Fortuna | 0-1   | Club Femení Barcelona | Madrid, Comunitat de Madrid |  |
| Jornada 6             |                  | [ 2 ] |                       |                             |  |

| 14 de novembre de 1993 | Club Femení Barcelona | 4-2   | Club Deportivo Sondika (femení) | Barcelona, Catalunya                        |  |
| Jornada 7              |                       | [ 2 ] |                                 | Zona Esportiva del FC Barcelona Catalunya · |  |

| 21 de novembre de 1993 | Club de Fútbol Femenino Parque Alcobendas | 1-0   | Club Femení Barcelona | Alcobendas, Comunitat de Madrid |  |
| Jornada 8              |                                           | [ 2 ] |                       |                                 |  |

| 28 de novembre de 1993 | Club Femení Barcelona | 2-1   | Club Deportivo Oroquieta Villaverde | Barcelona, Catalunya                        |  |
| Jornada 9              |                       | [ 2 ] |                                     | Zona Esportiva del FC Barcelona Catalunya · |  |

| 12 de desembre de 1993 | Club de Futbol Femení Athenas | 0-3   | Club Femení Barcelona | Barcelona, Catalunya |  |
| Jornada 10             |                               | [ 2 ] |                       |                      |  |

| 19 de desembre de 1993 | Club Femení Barcelona | 3-1   | Añorga Kirol eta Kultur Elkartea | Barcelona, Catalunya                        |  |
| Jornada 11             |                       | [ 2 ] |                                  | Zona Esportiva del FC Barcelona Catalunya · |  |

| 9 de gener de 1994 | Club de Fútbol Femenino Tradehi | 0-1   | Club Femení Barcelona | Oviedo, Astúries |  |
| Jornada 12         |                                 | [ 2 ] |                       |                  |  |

| 16 de gener de 1994 | Club Femení Barcelona | 5-2   | Centre d'Esports Sabadell Futbol Club (femení) | Barcelona, Catalunya                        |  |
| Jornada 13          |                       | [ 2 ] |                                                | Zona Esportiva del FC Barcelona Catalunya · |  |

| 30 de gener de 1994 | RCD Espanyol (femení) | 0-1   | Club Femení Barcelona | Barcelona, Catalunya |  |
| Jornada 14          |                       | [ 2 ] |                       |                      |  |

| 6 de febrer de 1994 | Club Femení Barcelona | 5-1   | Olímpico Fortuna | Barcelona, Catalunya                        |  |
| Jornada 15          |                       | [ 2 ] |                  | Zona Esportiva del FC Barcelona Catalunya · |  |

| 13 de febrer de 1994 | Club Deportivo Sondika (femení) | 2-4   | Club Femení Barcelona | Sondika, Euskadi |  |
| Jornada 16           |                                 | [ 2 ] |                       |                  |  |

| 6 de març de 1994 | Club Femení Barcelona | 2-2   | Club de Fútbol Femenino Parque Alcobendas | Barcelona, Catalunya                        |  |
| Jornada 17        |                       | [ 2 ] |                                           | Zona Esportiva del FC Barcelona Catalunya · |  |

| 27 de març de 1994 | Club Deportivo Oroquieta Villaverde | 2-1   | Club Femení Barcelona | Madrid, Comunitat de Madrid |  |
| Jornada 18         |                                     | [ 2 ] |                       |                             |  |

### Copa de la Reina
| 1 de maig de 1994 | RCD Espanyol (femení) | 2-1   | Club Femení Barcelona | Barcelona, Catalunya |  |
| 1/8 anada         |                       | [ 3 ] |                       |                      |  |

| 8 de maig de 1994 | Club Femení Barcelona | 5-1   | Reial Club Deportiu Espanyol de Barcelona | Barcelona, Catalunya                        |  |
| 1/8 tornada       |                       | [ 4 ] |                                           | Zona Esportiva del FC Barcelona Catalunya · |  |

| 15 de maig de 1994 | Unió Esportiva Cornellà (femení) | 2-2   | Club Femení Barcelona | Cornellà de Llobregat, Catalunya |  |
| 1/4 anada          |                                  | [ 5 ] |                       |                                  |  |

| 29 de maig de 1994 | Club Femení Barcelona | 4-2   | Unió Esportiva Cornellà (femení) | Barcelona, Catalunya                        |  |
| 1/4 tornada        |                       | [ 6 ] |                                  | Zona Esportiva del FC Barcelona Catalunya · |  |

| 12 de juny de 1994 | Club Femení Barcelona | 2-1   | Centre d'Esports Sabadell Futbol Club (femení) | Barcelona, Catalunya                        |  |
| Semifinals anada   |                       | [ 7 ] |                                                | Zona Esportiva del FC Barcelona Catalunya · |  |

| 19 de juny de 1994 | Centre d'Esports Sabadell Futbol Club (femení) | 2-3   | Club Femení Barcelona | Sabadell, Catalunya |  |
| Semifinals tornada |                                                | [ 8 ] |                       |                     |  |

| 26 de juny de 1994 | Club Femení Barcelona                      | 2-1          | Club Deportivo Oroquieta Villaverde | Las Rozas de Madrid                                         |  |
| Final              | 1-0 Olga Huertas 16'; 2-0 Àfrica Ocaña 35' | [ 9 ] [ 10 ] | 2-1 Mari Mar                        | Polideportivo Dehesa de Navalcarbón · Carlos Megía Dávila · |  |